# الجبل الكبير (بنسلفانيا)
الجبل الكبير : هو اعلى قمه في سلسله جبال توسكارورا في جنوب وسط ولاية بنسلفانيا في الولايات المتحدة. يبلغ 2,458 قدم (749 م) تقع القمة في غابة بوكانان الحكومية وتوفر مجال رؤية يعتبر واحدًا من أكثر الأماكن المدهشة في الكومنولث.
تشكل الكوارتزيت من العصر السيلوري تحت القمه هذه الصخرة المقاومة للطقس هي التي تعطي Big Mountain مكانتها البارزة.
يتمتع Big Mountain وبقيه Tuscarora Ridge بالحياة البرية الوفيره. يمكن العثور على الدب الأسود، والغزال أبيض الذيل، ومجموعه متنوعة من أنواع الطيور وأكثر سكانها شهرة هو أفعى الجرسية الخشبية أثناء المشي على التلال.
يمر Tuscarora Trail على طول التلال وعلى القمه، ويوفر منتزه Cowans Gap State القريب مجموعه مت من المعسكرات ومسارات السباحة وركوب القوارب والمشي لمسافات طويله تتمحور على مساحة 42 أكر (17 ها) بحيره.

## صالة عرض
منظر من قمة جبل كبير، متجه شرقا نحو مقبض بارنيل والوادي العظيم
منظر يتطلع إلى الشمال أعلى وادي المسار
منظر يتطلع نحو جبل كيتاتيني ومقبض كلاركس
قمة جبلية كبيرة كما تراها من فانيتسبيرغ، بنسلفانيا
النظر إلى الشمال من القمة. يقع جبل الكهف على اليسار وجبل توسكارورا على اليمين
يلقي ظل جبل كبير على جبل كيتاتيني إلى الشرق

## روابط خارجية
Buchanan state forest “ pennsylvania ” dcnr.
retrieved 2011-05-08
- ."McConnellsburg Weather". The Weather Channel. مؤرشف من الأصل في 2011-05-22. اطلع عليه بتاريخ 2011-05-08.
- "Big Mountain". Peakware.com. Archived from the original on 2016-03-04. Retrieved 2011-05-08.
- "Tuscarora Mountain". SummitPost.org. Retrieved 2011-05-07